# Balansun
Balansun település Franciaországban, Pyrénées-Atlantiques megyében. Lakosainak száma 313 fő (2022. január 1.). Balansun Orthez, Argagnon, Castétis, Mesplède, Sallespisse, Sault-de-Navailles és Arthez-de-Béarn községekkel határos.

## Népesség
A település népességének változása:
| Lakosok száma | 281  | 285  | 294  | 287  | 293  | 299  | 305  | 308  | 313  |
|               | 2013 | 2015 | 2016 | 2017 | 2018 | 2019 | 2020 | 2021 | 2022 |